# Pheidole dentigula
Pheidole dentigula är en myrart som beskrevs av Smith 1927. Pheidole dentigula ingår i släktet Pheidole och familjen myror. Inga underarter finns listade i Catalogue of Life.

## Bildgalleri

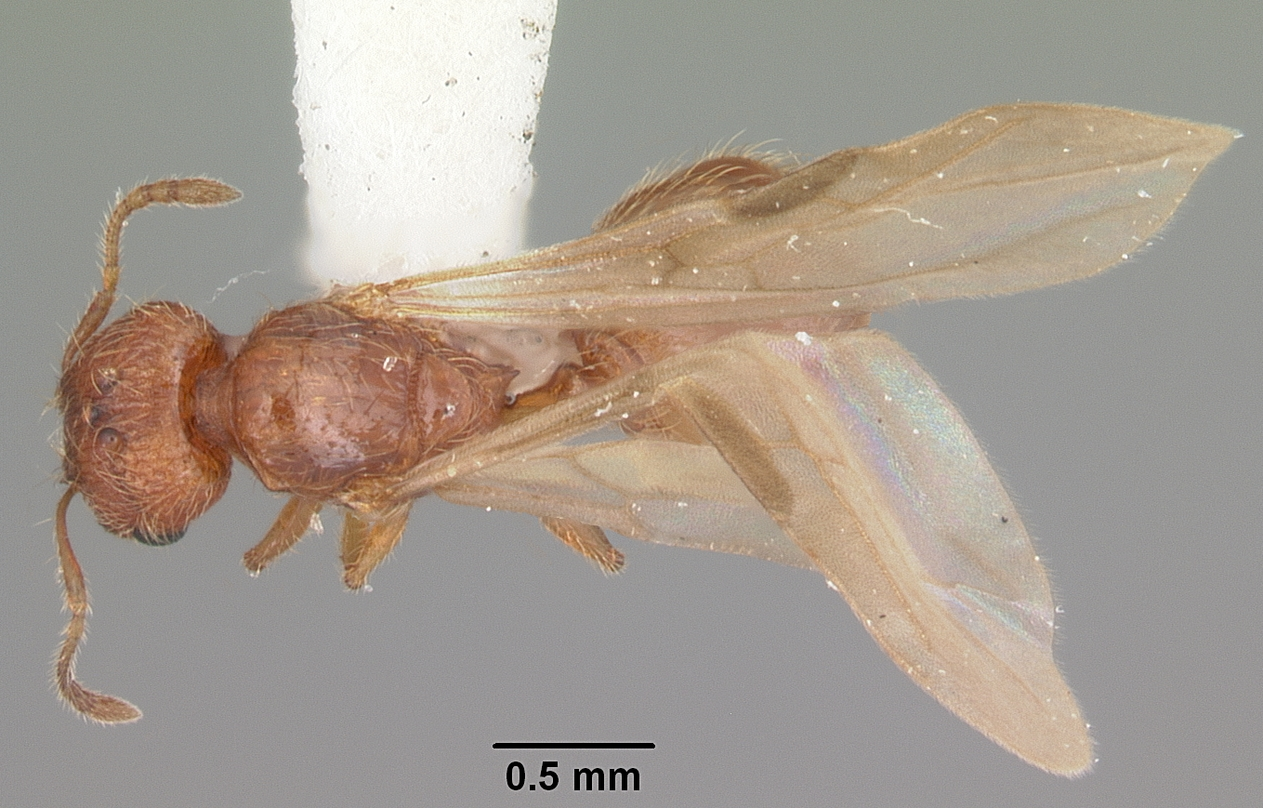
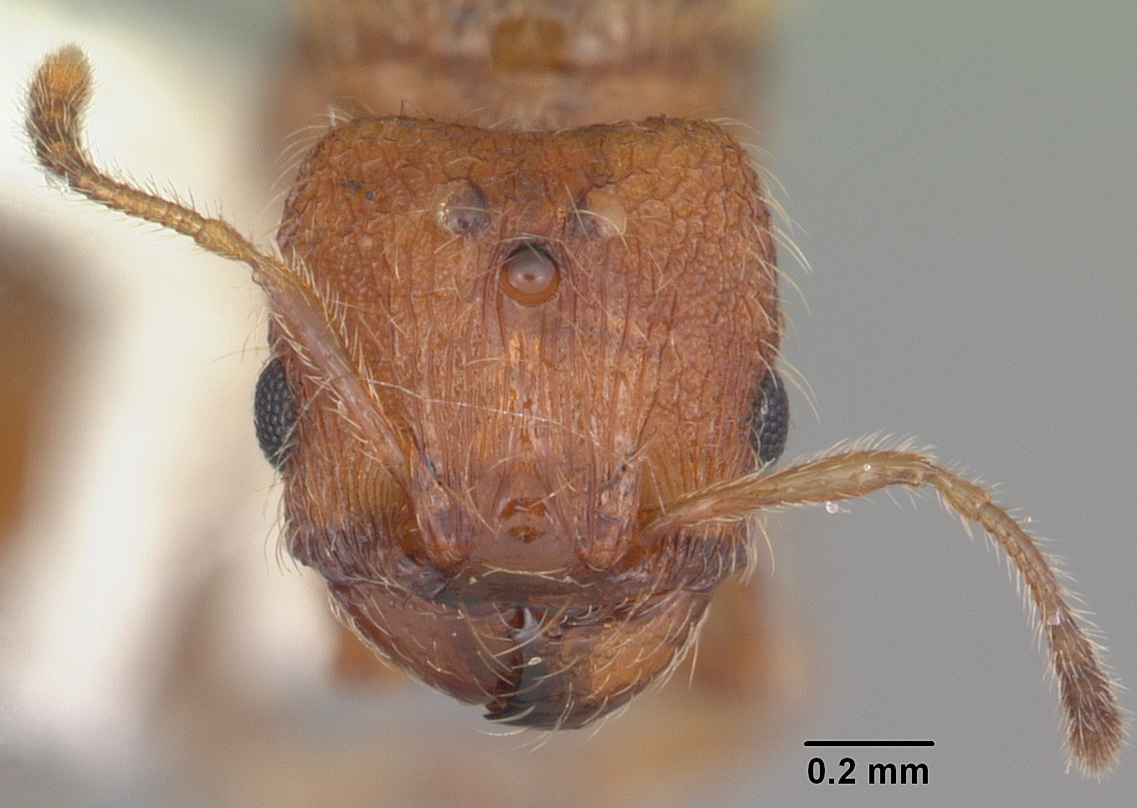
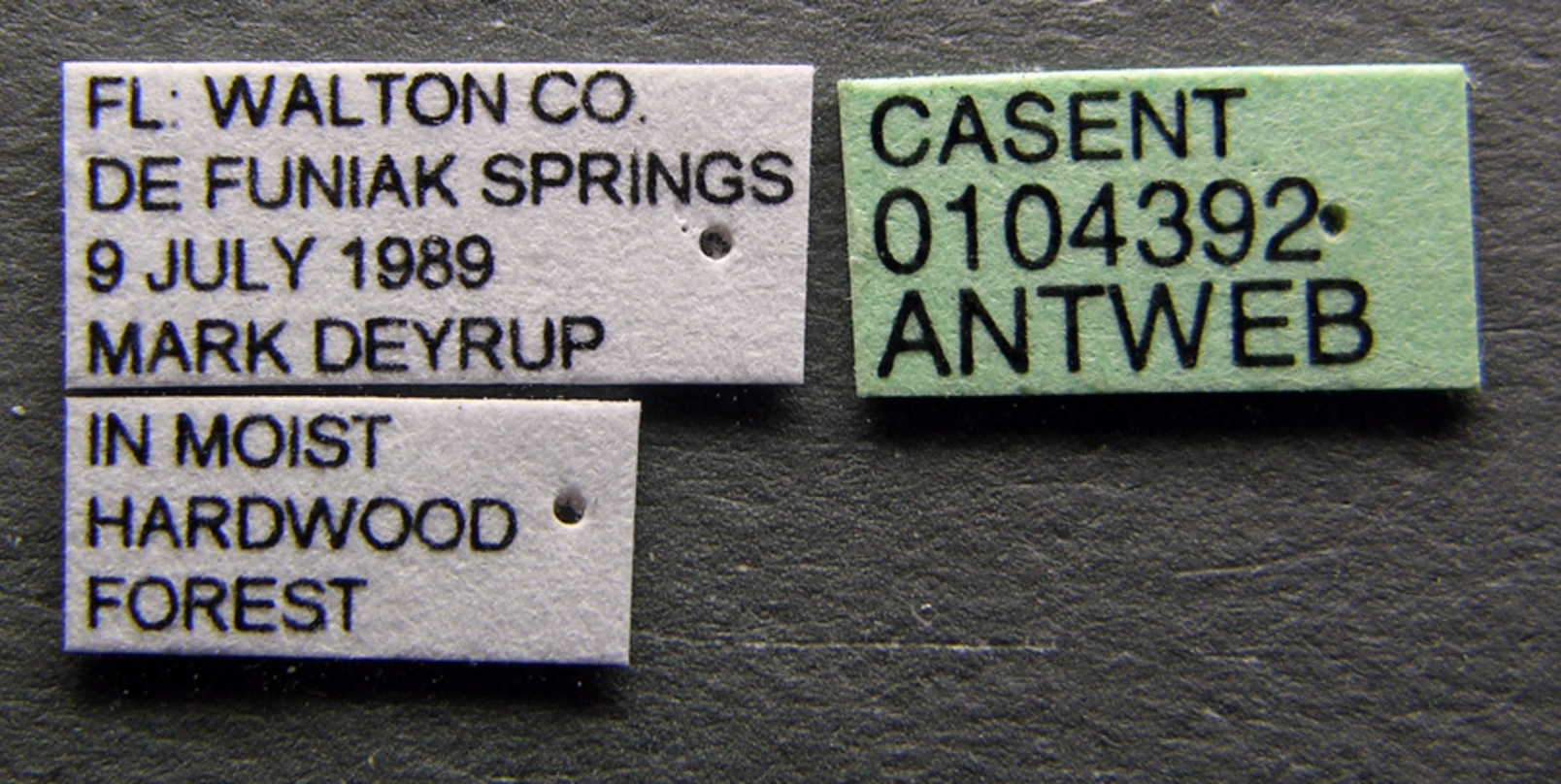
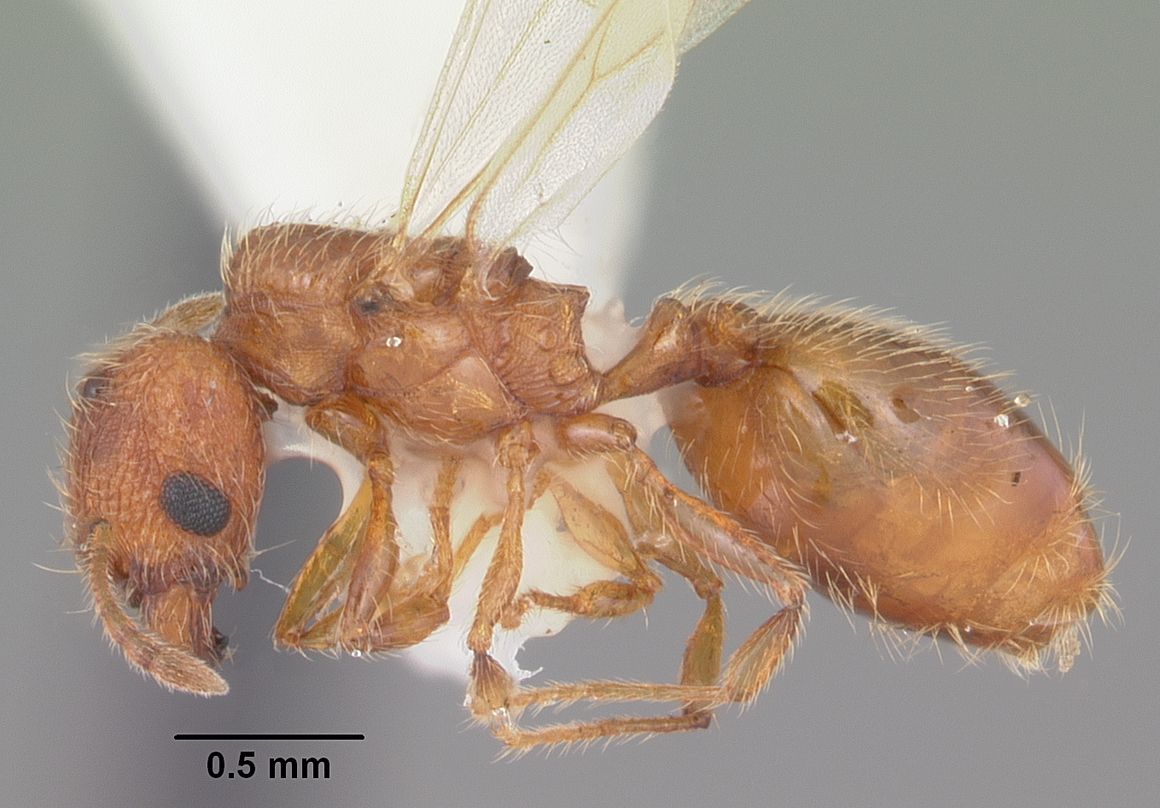
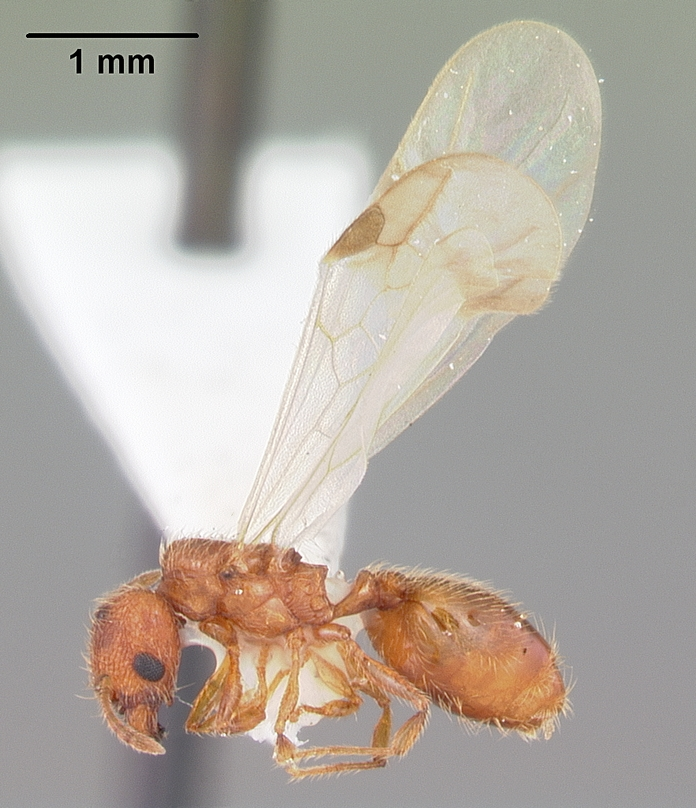
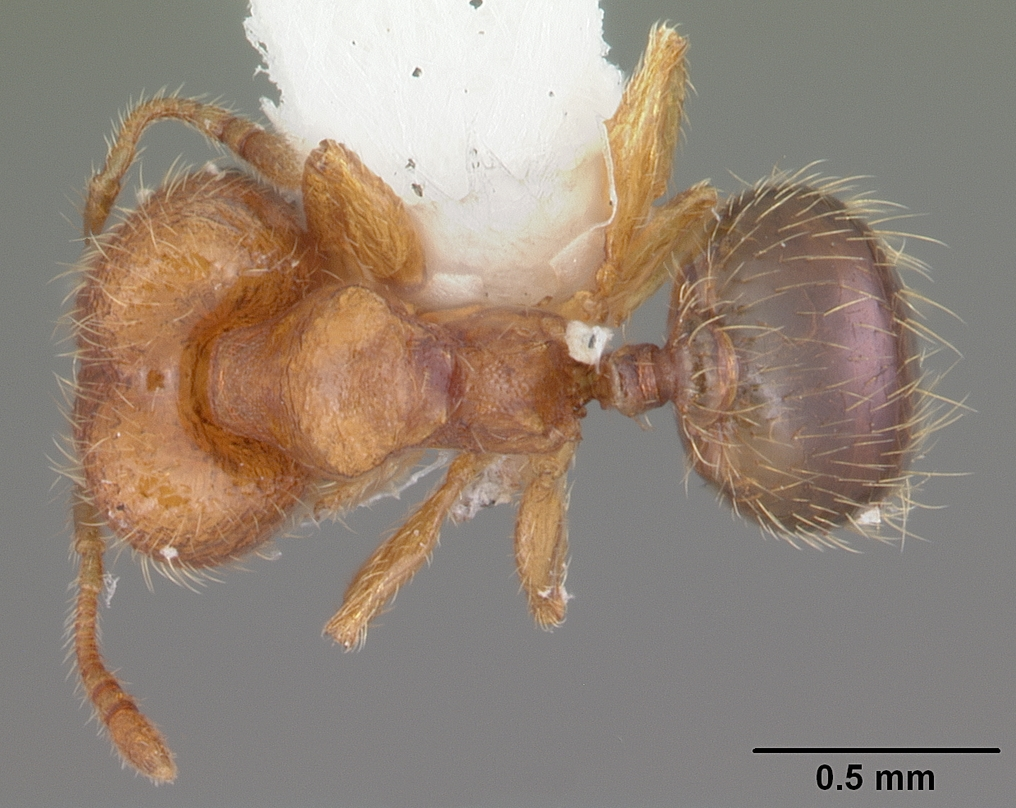